# Gábor Gerstenmájer
Gábor Gerstenmájer (Satu Mare, 13 de setembro de 1967) é um ex-futebolista romeno que atuava como meia-atacante. 

## Carreira
Descendente de alemães vindos da Suábia, Gerstenmájer destacou-se no futebol da Suíça entre 1993 e 2003, principalmente atuando com as camisas de Schaffhausen e Winterthur, além de ter jogado por Luzern, Baden e Frauenfeld, onde se aposentou em 2003. Voltaria aos gramados em 2005, para defender o Bülach durante uma temporada, encerrando definitivamente a carreira de jogador no ano seguinte.
Passou também por Olimpia Satu Mare, Victoria Carei (empréstimo), Brașov e Dínamo Bucareste em seu país natal.

## Seleção Romena
Pela Seleção Romena, disputou 3 partidas em 1992, não tendo feito nenhum gol.

## Títulos
Dínamo Bucareste
- Campeonato Romeno: 1 (1991–92)

Luzern
- Challenge League: 1 (1992–93)